# Carrières de Barranco de San Juan
Les carrières de Barranco de San Juan sont des carrières abandonnées situées près de Grenade en Espagne, dans le parc national de la Sierra Nevada.
Ce sont des carrières de serpentinite située près du ravin de la rivière Genil. La serpentine est une pierre de couleur verdâtre avec les taches sombres, très utilisée en décoration.
L'exploitation de la carrière se faisait à l'air libre. La carrière reste un lieu d'excursion très intéressant.   

## Ophicalcite
La roche extraite était en fait une ophicalcite, serpentine mêlée de talc, amiante et pyrite de fer :  « On observe dans cette ophicalce beaucoup de parties calcaires formées par de la chaux carbonatée cristalline et colorée en vert clair ; les parties serpentineuses forment des veines d'un vert plus foncé ou même noirâtre ; elles sont associées à du  pétrosilex et à des veines hiéroglyphiques de fer oxydulé. Cette roche est, en un mot, une ophicalce pétrosiliceuse. Elle est spéciale à l'Espagne, et l'on ne connaît pas de roche qui ait une plus belle couleur verte. Elle est éminemment propre à la décoration, aussi les Maures l'ont-ils employée dans l'Alhambra ».
Cette pierre fut aussi employée pour la construction du Monastère San Lorenzo de l'Escurial, les colonnes de l'autel majeur de la cathédrale, le Palais de la chancellerie de Piazza Nuova.